# Angolabuulbuul
De angolabuulbuul (Phyllastrephus viridiceps) is een zangvogel uit de familie Pycnonotidae (buulbuuls). Eerder werd deze vogel beschouwd als een ondersoort van de witkeelloofbuulbuul (P. albigualaris).

## Verspreiding en leefgebied
Deze soort komt voor in noordwestelijk Angola.

## Status
De grootte van de populatie is in 2021 geschat op 2500-10.000 volwassen vogels. De populatie is klein en neemt af door habitatverlies. Op de Rode lijst van de IUCN heeft deze soort daarom de status gevoelig.